# الرکیه (الشمال)
الرکیه  یک منطقهٔ مسکونی در قطر است که در الشمال (شهرداری) واقع شده‌است.